# 氣仙郡

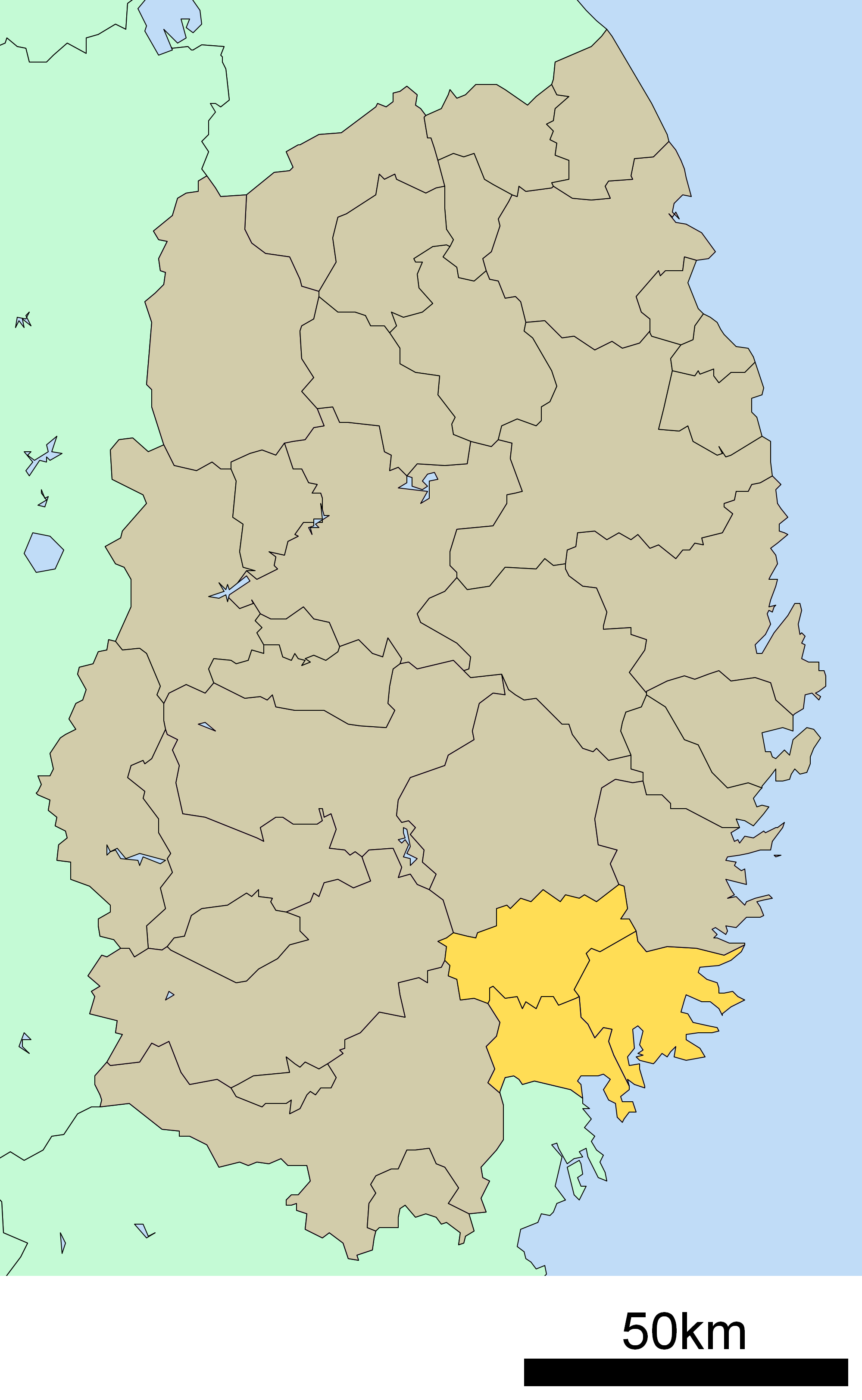

氣仙郡（日语：／ Kesen gun */?）是位于岩手縣東南部的一郡。人口5,998人、面積334.83 km²（2013年）。
現轄有以下1町。
- 住田町